# Aleksandăr Tonev
Aleksandăr Antonov Tonev (in bulgaro Александър Антонов Тонев?; Elin Pelin, 2 febbraio 1990) è un ex calciatore bulgaro, di ruolo centrocampista.

## Carriera

### Club
Proveniente dalle giovanili del CSKA Sofia, debutta con i Rossi il 3 agosto 2008, contro il Litex Loveč, partita in cui impressionò molto. Il 22 aprile 2009, contro il Vihren Sandanski segna una doppietta nel 4-1 per la sua squadra. Con il CSKA Sofia ha vinto una Supercoppa di Bulgaria. La squadra lo manda in prestito nell'estate 2009 allo Sliven. Nonostante gli interessamenti di Genoa e Parma il giocatore nell'estate 2013 si trasferisce all'Aston Villa. Nella stagione 2014-2015 viene prestato al Celtic, dove totalizza quattordici presenze in tutte le competizioni e si fa notare per una squalifica di sette turni per insulti razzisti rivolti al difensore dell'Aberdeen Shay Logan. Il 27 agosto 2015 viene ufficializzato il passaggio a titolo definitivo al Frosinone giocando 22 partite. Dopo essere rimasto svincolato, il 15 luglio 2016 firma un triennale con il Crotone, neo-promosso in Serie A. Ha segnato il suo primo (e unico) goal con la squadra calabrese nella partita vinta per 1-0 in trasferta contro il già retrocesso Pescara;, con un goal da fuori area sotto l incrocio dei pali. il goal alla fine dell'anno si rivela fondamentale per la salvezza del Crotone arrivata all'ultima giornata ai danni dell'Empoli. Si svincola dal club calabrese il 12 febbraio 2018, dopo 24 presenze totali (18 il primo anno e 6 il secondo) con una rete segnata.
Il 28 febbraio 2019, tornerà in Bulgaria, accasandosi al Botev Plovdiv.
Dopo 33 presenze e 2 reti in 2 anni. Tonev si ritirerà dal calcio giocato il 3 agosto 2020.

### Nazionale
Dopo aver esordito con la Nazionale bulgara l'11 ottobre 2011, nella sconfitta interna per 0-1 contro il Galles, il 22 marzo 2012 mette a segno il primo goal con la maglia della nazionale maggiore, mettendo a segno una tripletta nella vittoria per 6-0 contro Malta.

## Statistiche

### Presenze e reti nei club
Statistiche aggiornate al 13 febbraio 2018.
| Stagione           | Squadra            | Campionato         | Campionato | Campionato | Coppe nazionali | Coppe nazionali | Coppe nazionali | Coppe continentali | Coppe continentali | Coppe continentali | Altre coppe | Altre coppe | Altre coppe | Totale | Totale |
| Stagione           | Squadra            | Comp               | Pres       | Reti       | Comp            | Pres            | Reti            | Comp               | Pres               | Reti               | Comp        | Pres        | Reti        | Pres   | Reti   |
| ------------------ | ------------------ | ------------------ | ---------- | ---------- | --------------- | --------------- | --------------- | ------------------ | ------------------ | ------------------ | ----------- | ----------- | ----------- | ------ | ------ |
| 2008-2009          | CSKA Sofia         | A-PFG              | 4          | 0          | -               | -               | -               | -                  | -                  | -                  | -           | -           | -           | 4      | 0      |
| 2009-2010          | Sliven             | A-PFG              | 23         | 1          | -               | -               | -               | -                  | -                  | -                  | -           | -           | -           | 23     | 1      |
| 2010-2011          | CSKA Sofia         | A-PFG              | 23         | 2          | -               | -               | -               | UEL                | 8                  | 0                  | -           | -           | -           | 31     | 2      |
| Totale CSKA Sofia  | Totale CSKA Sofia  | Totale CSKA Sofia  | 27         | 2          |                 |                 |                 |                    | 8                  | 0                  |             |             |             | 35     | 2      |
| 2011-2012          | Lech Poznań        | EK                 | 28         | 3          | CP              | 1               | 0               | -                  | -                  | -                  | -           | -           | -           | 29     | 3      |
| 2012-2013          | Lech Poznań        | EK                 | 26         | 4          | CP              | 1               | 0               | UEL                | 6                  | 1                  | -           | -           | -           | 33     | 5      |
| Totale Lech Poznań | Totale Lech Poznań | Totale Lech Poznań | 54         | 7          |                 | 2               | 0               |                    | 6                  | 1                  |             |             |             | 62     | 8      |
| 2013-2014          | Aston Villa        | PL                 | 17         | 0          | FACup+CdL       | 1+2             | 0+0             | -                  | -                  | -                  | -           | -           | -           | 20     | 0      |
| 2014-2015          | Celtic             | PL                 | 6          | 0          | CS+CdL          | 2+1             | 0+0             | UEL                | 4                  | 0                  | -           | -           | -           | 13     | 0      |
| 2015-2016          | Frosinone          | A                  | 22         | 0          | -               | -               | -               | -                  | -                  | -                  | -           | -           | -           | 22     | 0      |
| 2016-2017          | Crotone            | A                  | 13         | 1          | CI              | 1               | 0               | -                  | -                  | -                  | -           | -           | -           | 14     | 1      |
| 2017-feb. 2018     | Crotone            | A                  | 8          | 0          | CI              | 1               | 0               | -                  | -                  | -                  | -           | -           | -           | 9      | 0      |
| Totale Crotone     | Totale Crotone     | Totale Crotone     | 21         | 1          |                 | 2               | 0               |                    |                    |                    |             |             |             | 23     | 1      |
| Totale carriera    | Totale carriera    | Totale carriera    | 170        | 11         | -               | 10              | 0               | -                  | 18                 | 1                  | -           | -           | -           | 197    | 12     |

### Cronologia presenze e reti in nazionale
| Cronologia completa delle presenze e delle reti in nazionale ― Bulgaria | Cronologia completa delle presenze e delle reti in nazionale ― Bulgaria | Cronologia completa delle presenze e delle reti in nazionale ― Bulgaria | Cronologia completa delle presenze e delle reti in nazionale ― Bulgaria | Cronologia completa delle presenze e delle reti in nazionale ― Bulgaria | Cronologia completa delle presenze e delle reti in nazionale ― Bulgaria | Cronologia completa delle presenze e delle reti in nazionale ― Bulgaria | Cronologia completa delle presenze e delle reti in nazionale ― Bulgaria |
| Data                                                                    | Città                                                                   | In casa                                                                 | Risultato                                                               | Ospiti                                                                  | Competizione                                                            | Reti                                                                    | Note                                                                    |
| ----------------------------------------------------------------------- | ----------------------------------------------------------------------- | ----------------------------------------------------------------------- | ----------------------------------------------------------------------- | ----------------------------------------------------------------------- | ----------------------------------------------------------------------- | ----------------------------------------------------------------------- | ----------------------------------------------------------------------- |
| 11-10-2011                                                              | Sofia                                                                   | Bulgaria                                                                | 0 – 1                                                                   | Galles                                                                  | Qual. Euro 2012                                                         | -                                                                       |                                                                         |
| 29-2-2012                                                               | Györ                                                                    | Ungheria                                                                | 1 – 1                                                                   | Bulgaria                                                                | Amichevole                                                              | -                                                                       | 46’                                                                     |
| 26-5-2012                                                               | Amsterdam                                                               | Paesi Bassi                                                             | 1 – 2                                                                   | Bulgaria                                                                | Amichevole                                                              | -                                                                       | 78’                                                                     |
| 29-5-2012                                                               | Siezenheim                                                              | Turchia                                                                 | 2 – 0                                                                   | Bulgaria                                                                | Amichevole                                                              | -                                                                       | 64’                                                                     |
| 15-8-2012                                                               | Sofia                                                                   | Bulgaria                                                                | 1 – 0                                                                   | Cipro                                                                   | Amichevole                                                              | -                                                                       | 67’                                                                     |
| 7-9-2012                                                                | Sofia                                                                   | Bulgaria                                                                | 2 – 2                                                                   | Italia                                                                  | Qual. Mondiali 2014                                                     | -                                                                       | 82’                                                                     |
| 12-10-2012                                                              | Sofia                                                                   | Bulgaria                                                                | 1 – 1                                                                   | Danimarca                                                               | Qual. Mondiali 2014                                                     | -                                                                       | 61’                                                                     |
| 16-10-2012                                                              | Praga                                                                   | Rep. Ceca                                                               | 0 – 0                                                                   | Bulgaria                                                                | Qual. Mondiali 2014                                                     | -                                                                       | 75’                                                                     |
| 14-11-2012                                                              | Sofia                                                                   | Bulgaria                                                                | 0 – 1                                                                   | Ucraina                                                                 | Amichevole                                                              | -                                                                       | 77’                                                                     |
| 22-3-2013                                                               | Sofia                                                                   | Bulgaria                                                                | 6 – 0                                                                   | Malta                                                                   | Qual. Mondiali 2014                                                     | 3                                                                       |                                                                         |
| 26-3-2013                                                               | Copenaghen                                                              | Danimarca                                                               | 1 – 1                                                                   | Bulgaria                                                                | Qual. Mondiali 2014                                                     | -                                                                       |                                                                         |
| 14-8-2013                                                               | Skopje                                                                  | Macedonia                                                               | 2 – 0                                                                   | Bulgaria                                                                | Amichevole                                                              | -                                                                       | 66’                                                                     |
| 6-9-2013                                                                | Palermo                                                                 | Italia                                                                  | 1 – 0                                                                   | Bulgaria                                                                | Qual. Mondiali 2014                                                     | -                                                                       | 61’                                                                     |
| 11-10-2013                                                              | Erevan                                                                  | Armenia                                                                 | 2 – 1                                                                   | Bulgaria                                                                | Qual. Mondiali 2014                                                     | -                                                                       | 59’                                                                     |
| 10-10-2014                                                              | Sofia                                                                   | Bulgaria                                                                | 0 – 1                                                                   | Croazia                                                                 | Qual. Euro 2016                                                         | -                                                                       | 68’                                                                     |
| 13-10-2014                                                              | Oslo                                                                    | Norvegia                                                                | 2 – 1                                                                   | Bulgaria                                                                | Qual. Euro 2016                                                         | -                                                                       |                                                                         |
| 16-11-2014                                                              | Sofia                                                                   | Bulgaria                                                                | 1 – 1                                                                   | Malta                                                                   | Qual. Euro 2016                                                         | -                                                                       | 71’                                                                     |
| 8-6-2015                                                                | Istanbul                                                                | Turchia                                                                 | 4 – 0                                                                   | Bulgaria                                                                | Amichevole                                                              | -                                                                       | 61’                                                                     |
| 3-9-2015                                                                | Sofia                                                                   | Bulgaria                                                                | 0 – 1                                                                   | Norvegia                                                                | Qual. Euro 2016                                                         | -                                                                       | 61’                                                                     |
| 10-10-2015                                                              | Zagabria                                                                | Croazia                                                                 | 3 – 0                                                                   | Bulgaria                                                                | Qual. Euro 2016                                                         | -                                                                       |                                                                         |
| 25-3-2016                                                               | Leiria                                                                  | Portogallo                                                              | 0 – 1                                                                   | Bulgaria                                                                | Amichevole                                                              | -                                                                       | 84’                                                                     |
| 29-3-2016                                                               | Skopje                                                                  | Macedonia                                                               | 0 – 2                                                                   | Bulgaria                                                                | Amichevole                                                              | 1                                                                       | 84’                                                                     |
| 6-9-2016                                                                | Sofia                                                                   | Bulgaria                                                                | 4 – 3                                                                   | Lussemburgo                                                             | Qual. Mondiali 2018                                                     | 1                                                                       | 64’ 90’                                                                 |
| 7-10-2016                                                               | Saint-Denis                                                             | Francia                                                                 | 4 – 1                                                                   | Bulgaria                                                                | Qual. Mondiali 2018                                                     | -                                                                       | 68’                                                                     |
| 13-11-2016                                                              | Sofia                                                                   | Bulgaria                                                                | 1 – 0                                                                   | Bielorussia                                                             | Qual. Mondiali 2018                                                     | -                                                                       | 66’                                                                     |
| 25-3-2017                                                               | Sofia                                                                   | Bulgaria                                                                | 2 – 0                                                                   | Paesi Bassi                                                             | Qual. Mondiali 2018                                                     | -                                                                       |                                                                         |
| 9-6-2017                                                                | Barysaŭ                                                                 | Bielorussia                                                             | 2 – 1                                                                   | Bulgaria                                                                | Qual. Mondiali 2018                                                     | -                                                                       |                                                                         |
| 13-11-2017                                                              | Lisbona                                                                 | Bulgaria                                                                | 1 – 0                                                                   | Arabia Saudita                                                          | Amichevole                                                              | -                                                                       | 77’                                                                     |
| 26-2-2020                                                               | Sofia                                                                   | Bulgaria                                                                | 0 – 1                                                                   | Bielorussia                                                             | Amichevole                                                              | -                                                                       | 83’                                                                     |
| Totale                                                                  |                                                                         | Presenze                                                                | 29                                                                      |                                                                         | Reti                                                                    | 5                                                                       |                                                                         |

## Palmarès

### Club

#### Competizioni nazionali
- Campionato bulgaro: 1

CSKA Sofia: 2007-2008
- Coppa di Bulgaria: 1

CSKA Sofia: 2010-2011
- Supercoppa di Bulgaria: 1

CSKA Sofia: 2008
- Campionato scozzese: 1

Celtic: 2014-2015